# José Gregorio de Rojas y Velázquez
José Gregorio de Rojas y Velázquez (Aranda de Duero, 19 de enero de 1644 - Plasencia, 4 de noviembre de 1709) fue un eclesiástico español nombrado obispo de León (1697-1704) y obispo de Plasencia (1704-1709).

## Biografía
Nació el 19 de enero de 1644 estando su familia de paso en Aranda de Duero (Burgos), siendo originario de Cuéllar (Segovia). Fue hijo de Melchor de Rojas y Velázquez, descendiente de conquistadores españoles de América y de Francisca de Arcaya.
El 4 de diciembre de 1666 entró en el colegio Mayor de San Salvador de Oviedo. 
Regentó en la Universidad de Salamanca las cátedras de Vísperas de Cánones y Decretales de Sexto y fue juez metropolitano de la provincia eclesiástica de Santiago, por nombramiento de Andrés Girón, arzobispo de Santiago. 
En 1680 fue nombrado alcalde de los hijosdalgo de la Real Audiencia y Chancillería de Valladolid y dos años más tarde obtuvo las plazas de oidor, consejero real y regente del Consejo de Navarra.
Sucedió en 1695 a Francisco Juániz de Muruzábal y Ocáriz en la presidencia de la Chancillería de Valladolid, y dos años más tarde fue nombrado obispo de León, tomando posesión del cargo el 7 de noviembre de 1697. 
En 1704 fue nombrado obispo de Plasencia, cargo que desarrolló hasta su muerte, ocurrida en aquella diócesis el 4 de noviembre de 1709.